# Neoantistea agilis
Neoantistea agilis är en spindelart som först beskrevs av Eugen von Keyserling 1887.  Neoantistea agilis ingår i släktet Neoantistea och familjen panflöjtsspindlar. Inga underarter finns listade i Catalogue of Life.